# Municipio di Aosta
Il Municipio di Aosta (in francese, Hôtel de ville d'Aoste) è uno storico edificio sede municipale della città di Aosta, in Italia.

## Storia
Sul sito occupato dal palazzo sorgeva in passato un monastero francescano, chiamato in francese couvent des Cordeliers. Questo venne demolito per far posto al nuovo municipio e all'antistante piazza. Il palazzo, voluto dall'allora sindaco Emmanuel Bich e progettato dall'architetto Michelangelo Bossi, venne eretto tra il 1835 e il 1841.

## Descrizione
Il palazzo, di stile neoclassico, si affaccia sulla piazza Émile Chanoux. La facciata, simmetrica, è sormontata al centro da un grande frontone riccamente decorato. Un porticato corre lungo il piano terreno dell'edificio, alla cui base sono posizionate due sculture rappresentanti i due corsi d'acqua che lambiscono la città: la Dora Baltea e il Buthier. Sul tetto del municipio trovano spazio un orologio, sulla parte occidentale, e una meridiana, su quella orientale. 

## Galleria d'immagini

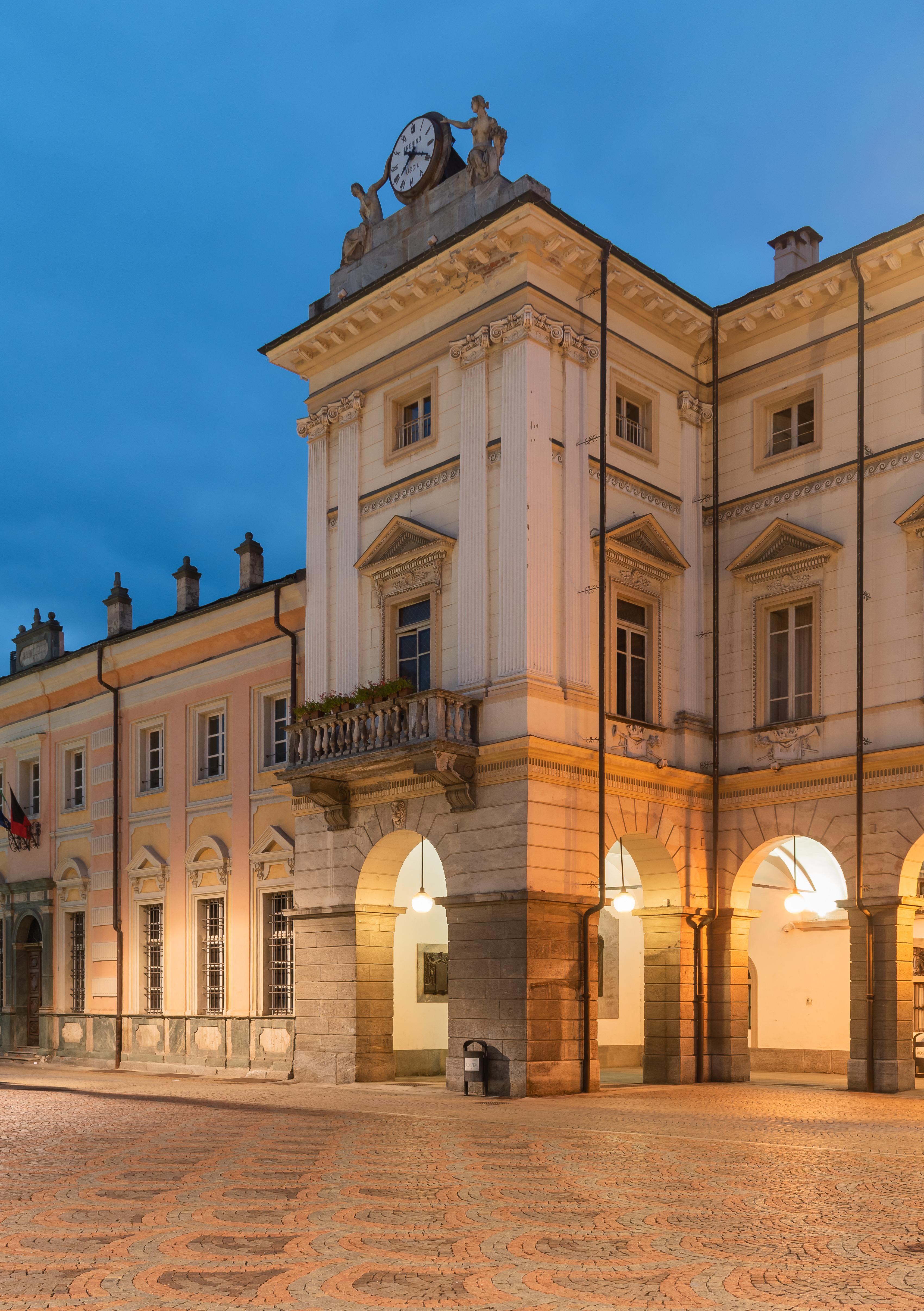
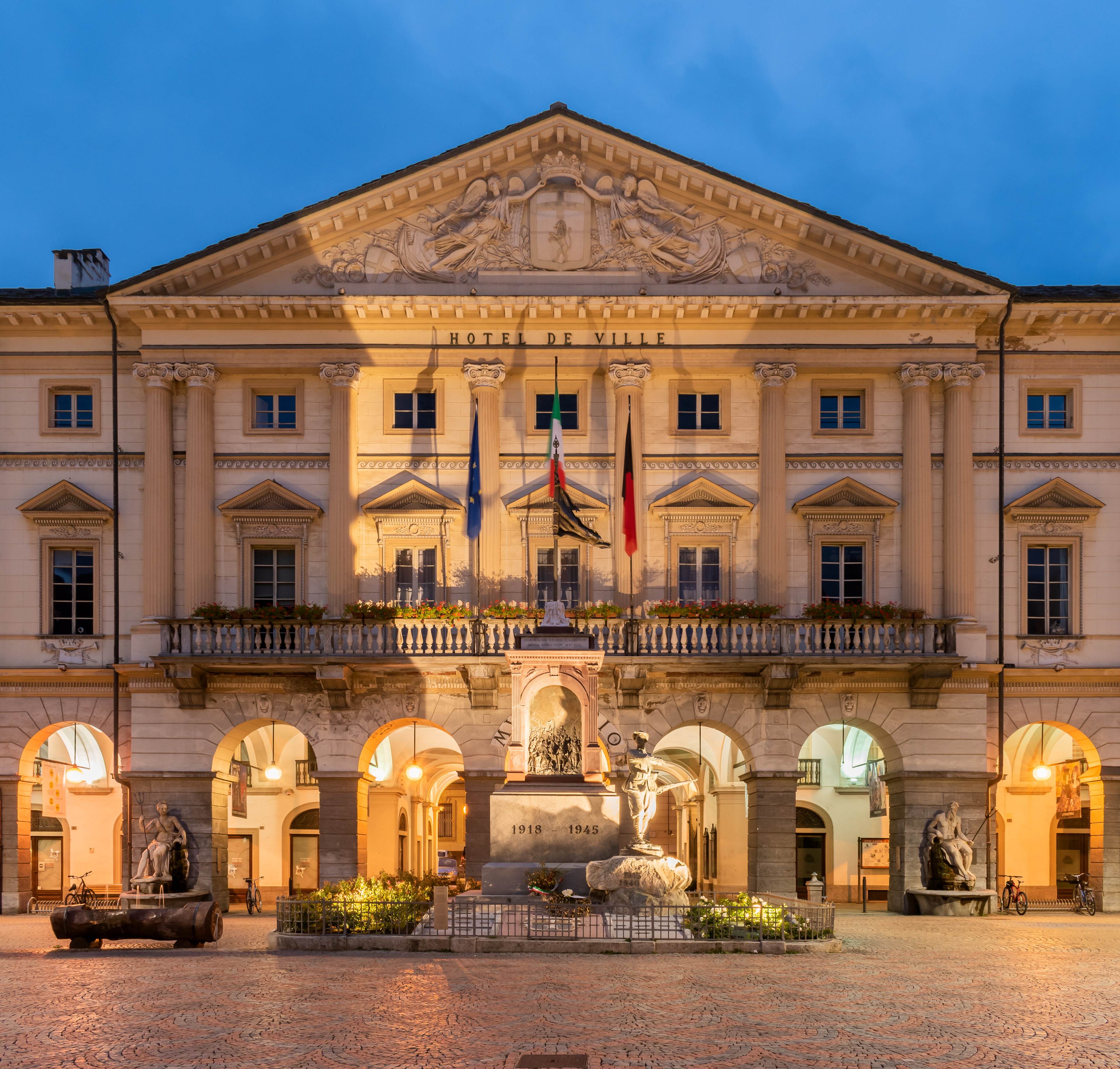
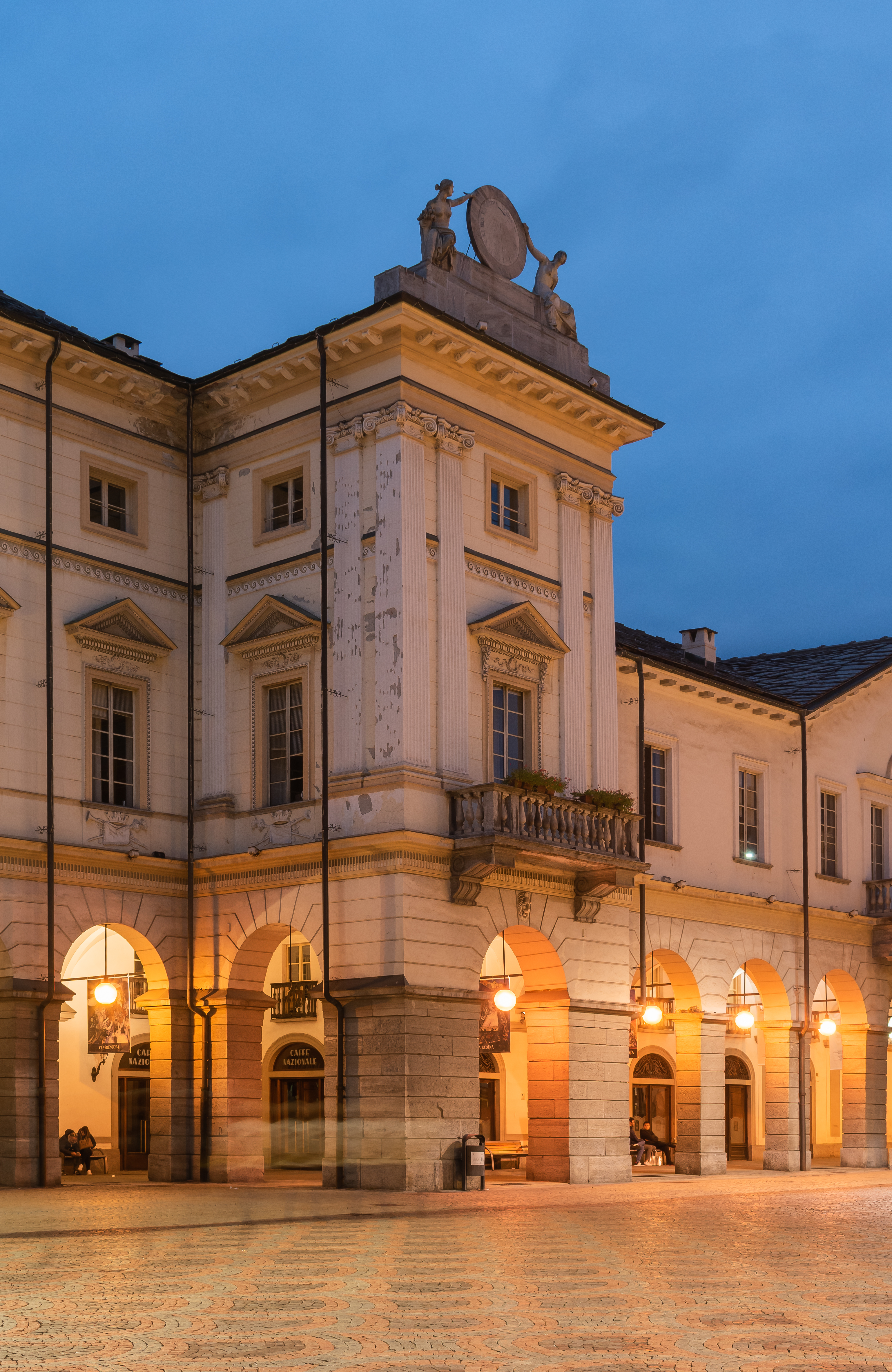
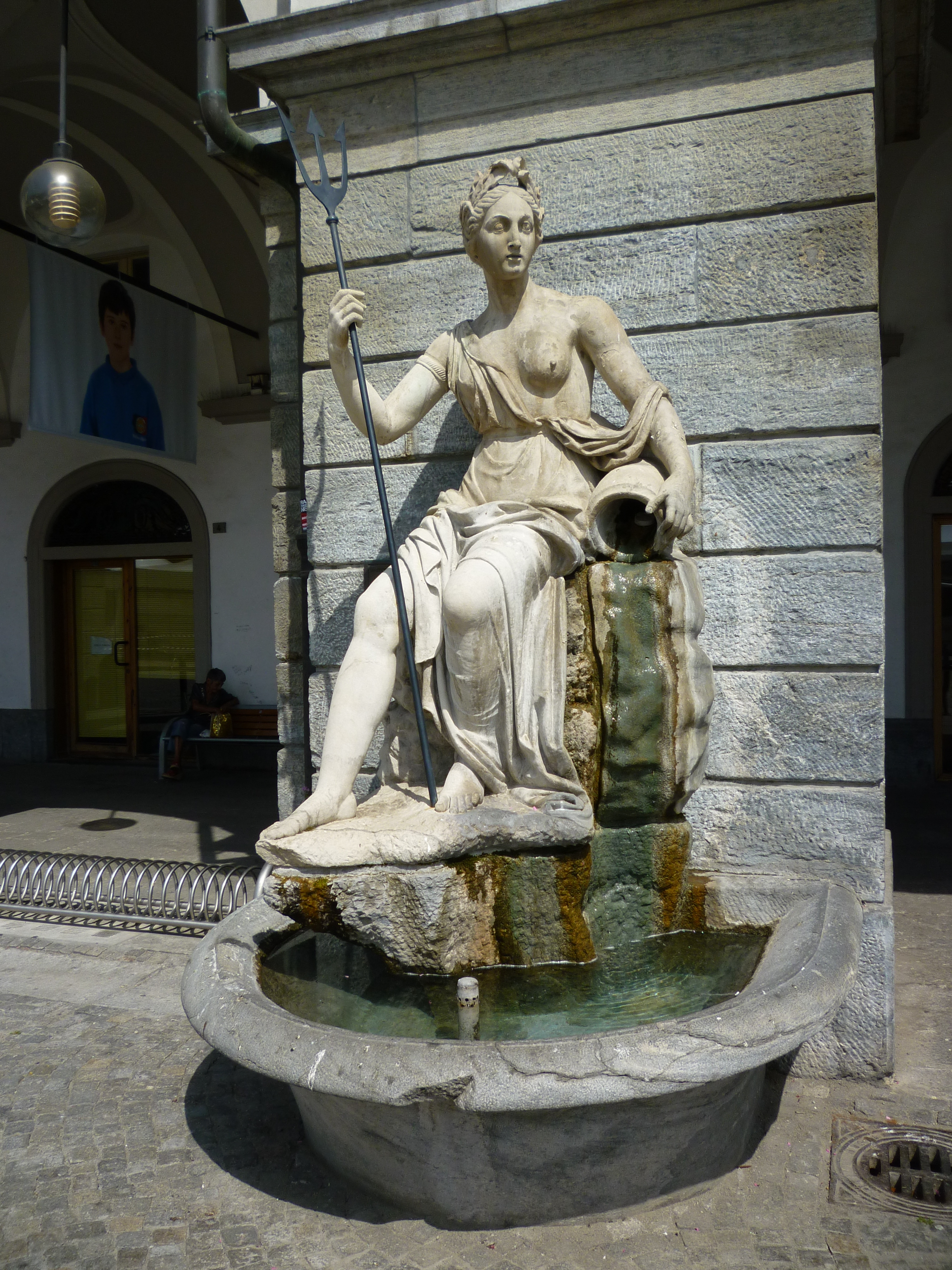
La fontana della Dora Baltea
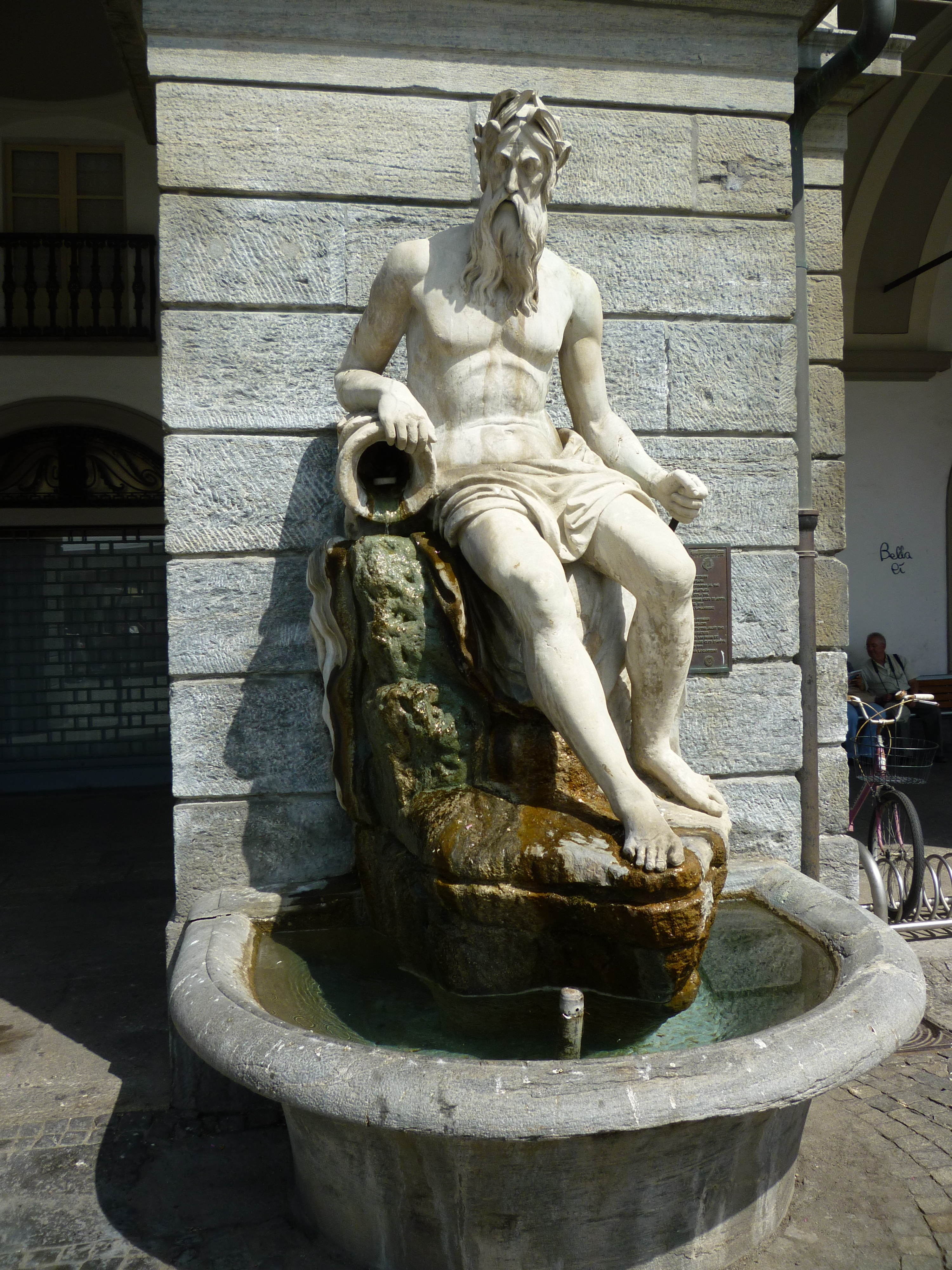
La fontana del Buthier